# Revúcka Lehota
Revúcka Lehota, do roku 1948 Umrlá Lehota (maďarsky Lehelfalva), je obec v okrese Revúca na Slovensku. Leží v Revúcké vrchovině ve Slovenském rudohoří. V obci je evangelický kostel, postavený v roce 1793 v klasicistním stylu.

## Historie
Revúcka Lehota vznikla pravděpodobně ve 14. století podle valašského práva. Poprvé je písemně zmiňována v roce 1427 jako Lehowtha, další historické názvy jsou Lohota (1435), Kyslehota (1548), Vmerla Lehotta (1563), Lehotta Minor alias Vmrla Lehotta ( 1573) a Umrla Lehota (1786). V roce 1828 zde bylo 45 domů a 412 obyvatel, kteří byli zaměstnáni jako pastýři, uhlíři, zemědělci a dělníci v okolních hamrech.